# 12813 Paolapaolini
12813 Paolapaolini è un asteroide della fascia principale. Scoperto nel 1996, presenta un'orbita caratterizzata da un semiasse maggiore pari a 2,7801456 UA e da un'eccentricità di 0,0919967, inclinata di 9,01923° rispetto all'eclittica.